# Caisse nationale de prévoyance du Vanuatu
La Caisse nationale de prévoyance du Vanuatu (CNPV) est un régime de retraite obligatoire au Vanuatu. Il a été créé en 1986 et est entré en vigueur en 1987.
La CNPV a pour objectif principal de maximiser et de protéger les avantages de la caisse de prévoyance pour tous ses membres.
De 1992 à 1995, la CNPV a été impliquée dans une controverse en raison de son programme de prêts au logement.